# Junceira
 (août 2019).
Junceira est une freguesia portugaise située dans le district de Santarém.
Avec une superficie de 13,02 km2 et une population de 833 habitants (2001), la paroisse possède une densité de 64,0 hab/km2.

## Municipalités limitrophes

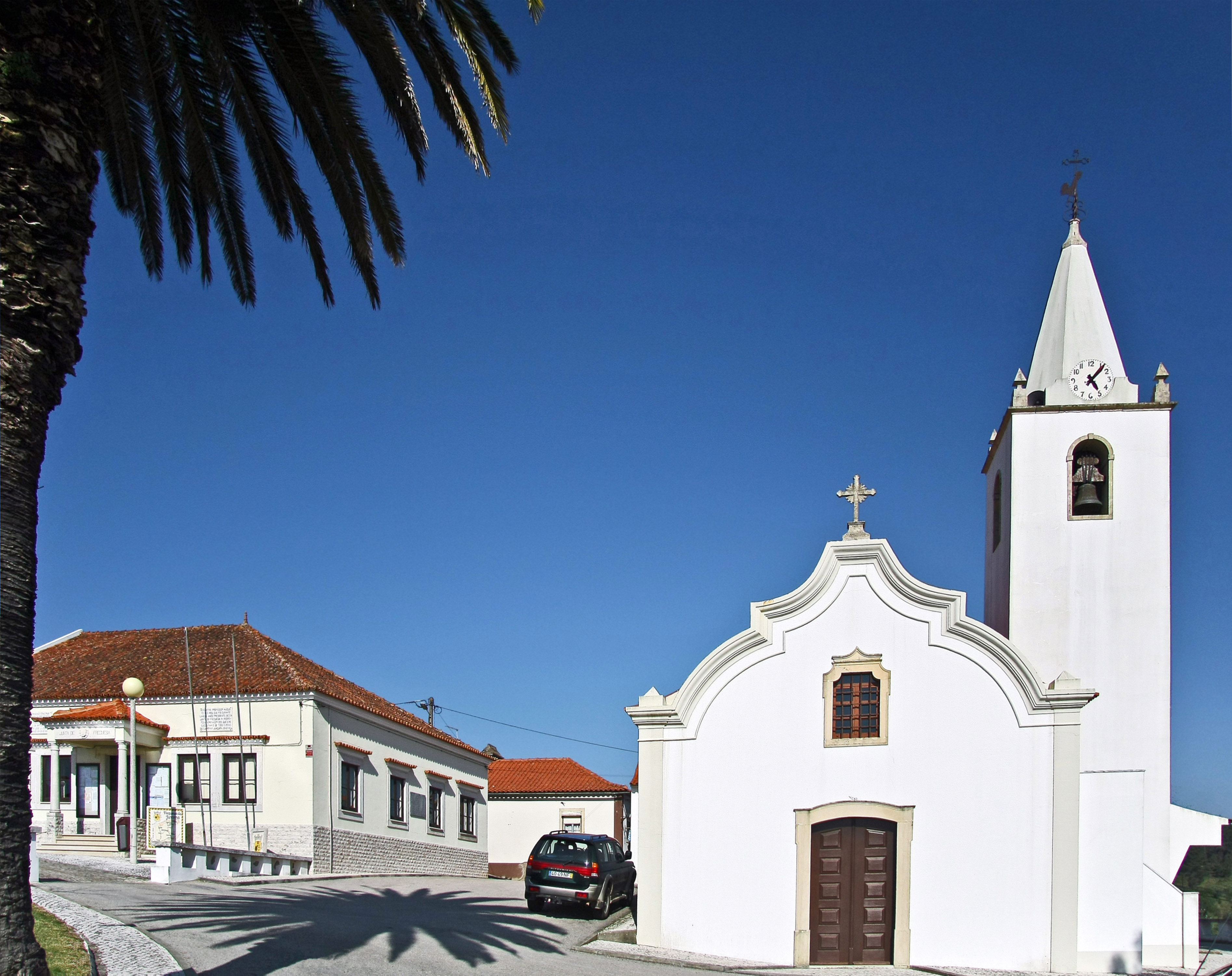
L'église.